# Richard Aßmann (Meteorologe)

Richard Aßmann

Richard Adolph Aßmann, auch Richard Assmann (* 13. April 1845 in Magdeburg; † 28. Mai 1918 in Gießen) war ein deutscher Meteorologe. Er entwickelte das nach ihm benannte Aspirationspsychrometer nach Aßmann. Er wirkte für eine Popularisierung der Wetterkunde und gilt als Mitbegründer der Aerologie.

## Leben

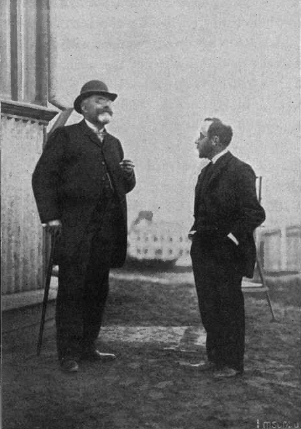
Aßmann (links) mit Arthur Berson in Lindenberg (um 1907)

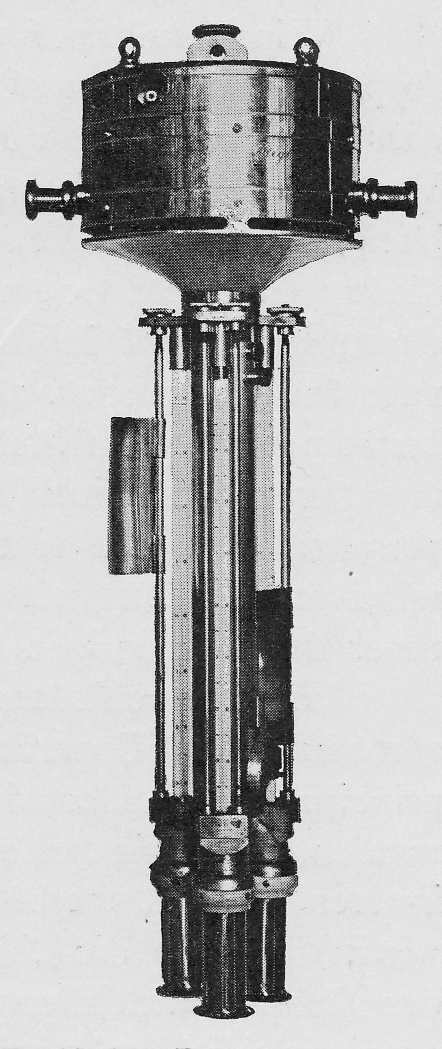
Dreifaches Ballon-Aspirationspsychrometer nach Aßmann

Aßmann, Sohn eines Lederfabrikanten, absolvierte das Domgymnasium Magdeburg und studierte ab 1865 Medizin, zunächst an der Königlichen Universität Breslau, ab 1866 an der Friedrich-Wilhelms-Universität Berlin. Während seines Studiums wurde er 1865 Mitglied der Burschenschaft Arminia Breslau. 1868 promovierte er und war von 1870 bis 1879 als praktischer Arzt in Freienwalde tätig. Hier richtete er sich bereits ein privates meteorologisches Observatorium ein. 1879 ging er als praktischer Arzt zurück in seine Geburtsstadt Magdeburg.
Am 29. Oktober 1880 gründete er gemeinsam mit dem Zeitungsverleger Alexander Faber (1844–1908) das Meteorologische Institut der Magdeburgischen Zeitung und übernahm dessen Leitung. Am 12. Dezember 1880 wurde die erste Zeitungswetterkarte Deutschlands in der Magdeburgischen Zeitung veröffentlicht. Aßmann begründete 1881 den Verein für landwirtschaftliche Wetterkunde, 1882 die Monatszeitschrift für praktische Wetterkunde und 1884 die populärwissenschaftliche Monatszeitschrift Das Wetter, die er bis zu seinem Tode herausgab. 1885 habilitierte Aßmann an der Philosophischen Fakultät der Universität Halle zu dem Thema „Die Nachtfröste des Monat Mai“. 1886 wurde er wissenschaftlicher Oberbeamter am Königlichen Meteorologischen Institut Berlin-Grünau. Als Mitglied des Berliner Vereins zur Förderung der Luftschiffahrt initiierte und organisierte er von 1888 bis 1899 dessen wissenschaftliche Luftfahrten zur Erforschung der Atmosphäre mittels bemannter Freiballonaufstiege. Beim ersten Aufstieg des Ballons Humboldt am 1. März 1893 war der Kaiser Wilhelm II. selbst anwesend. Er hatte persönlich 50000 Mark für Bau und Betrieb des Ballons aus seinem Allerhöchsten Dispositionsfonds bereitgestellt. Die Fahrt endete jedoch damit, dass Aßmann sich bei der Landung das rechte Bein brach. Im Jahr 1888 wurde er zum Mitglied der Gelehrtenakademie Leopoldina gewählt. In den 1880er und 1890er Jahren setzte er sich letztlich erfolgreich für die Gründung der Wetterstation Brocken ein.
Von 1887 bis 1892 entwickelte er mit Hans Bartsch von Sigsfeld das nach ihm benannte Aspirationspsychrometer nach Aßmann zur Messung der Temperatur und Luftfeuchtigkeit unter Ausschluss der Strahlung, dessen technische Umsetzung und Fertigung in der Werkstatt von Rudolf Fuess erfolgte. Zeitgleich mit Léon-Philippe Teisserenc de Bort entdeckte er die Temperaturkonstanz oberhalb von 11.000 m Höhe und damit die Stratosphäre. Im Jahr 1900 wurde auf seine Initiative das Aeronautische Observatorium Reinickendorf gegründet. 
1903 wurde ihm gemeinsam mit Arthur Berson die Buys-Ballot-Medaille der Königlich Niederländischen Akademie der Wissenschaften verliehen.
Am 16. Oktober 1905 wurde als Nachfolgeeinrichtung des Observatoriums in Reinickendorf auf Aßmanns Initiative das Königlich-Preußische Aeronautische Observatorium in Lindenberg (Brandenburg) in Anwesenheit des Kaisers Wilhelm II. eröffnet. Aßmann war von 1905 bis 1914 Direktor des Observatoriums. Das Observatorium trägt seit dem 16. Oktober 2005 – dem 100. Jahrestag der Gründung – den Zusatz „Richard-Aßmann-Observatorium“.
Als Geheimer Regierungsrat schied er 1914 aus dem Amt. Bis zu seinem Tod lehrte er als Honorarprofessor an der Universität Gießen.
Die Grabstätte Aßmanns ist unbekannt. Seine Urne wurde viele Jahre im Aerologischen Observatorium Lindenberg aufbewahrt, gilt aber heute als verschollen. Es wird vermutet, dass sie auf dem Gelände des Observatoriums beigesetzt wurde.

## Ehrungen
- Seine Heimatstadt Magdeburg benannte die Aßmannstraße, in der sich die Magdeburger Wetterwarte befindet nach ihm. Ferner existiert in Lindenberg das Richard-Aßmann-Observatorium.
- Auch in Regensburg im Stadtteil Äußerer Westen gibt es eine nach ihm benannte Straße.[6]

## Trivia
Richard Aßmann gehörte dem Magdeburger Ruder-Club seit seiner Gründung 1881 an und fungierte 1882–1885 als dessen Vorsitzender. Als er Magdeburg 1886 verließ, ernannte ihn der Verein zum Ehrenvorsitzenden. In Berlin schloss sich Aßmann dem Berliner Yacht-Club an und wurde auch dort bald an die Spitze berufen. Später saß er im Vorstand des Deutschen Segler-Verbandes. Als er 1905 die Leitung des Observatoriums in Lindenberg übernahm, musste Aßmann seine wassersportlichen Aktivitäten einstellen.

## Werke (Auswahl)
- Richard Aßmann: Die Gewitter in Mitteldeutschland. Nach den Beobachtungen des Vereins für landwirthschaftliche Wetterkunde, Diss. Halle 1885
- Richard Aßmann, Arthur Berson (Hrsg.): Wissenschaftliche Luftfahrten, Vieweg, Braunschweig 1899 (Bd. 1), 1900 (Bd. 2, 3)
- Richard Aßmann: Über die Existenz eines wärmeren Luftstromes in der Höhe von 10 bis 15 km. In: Sitzungsberichte der Königlich Preußischen Akademie der Wissenschaften zu Berlin (Sitzung der physikalisch-mathematischen Klasse vom 1. Mai 1902) 24, 1902, S. 495–504